# Литовський національний театр опери і балету
Литовський національний театр опери і балету (лит. Lietuvos nacionalinis operos ir baleto teatras) — театр у Вільнюсі, заснований 1920 року в Каунасі.
Оперне мистецтво було відомо в Литві з 1636 року, коли у Нижньому замку Вільнюсу було поставлено оперу невідомого італійського композитора на лібрето Вірґіліо Пучітеллі «Il ratto di Helena». З 1785 у Вільнюсі та Клайпеді були відкриті перші театри. Після розділу Речі Посполитої 1795 року і до початку XX століття театри Литви керувалися іноземними компаніями — польськими, німецькими, а потім російськими.
Після зняття заборони на литовські видання 1904 року була створена перша литовська опера «Берута», автором якої став композитор Мікас Петраускас. 1906 ця опера була поставлена в Вільнюсі. 1918 року Литва здобула незалежність, проте Вільнюс опинився під владою Польщі, відтак центром литовської культури став Каунас. Саме тут 1920 року було організовано литовський оперний театр, який 1922 перейшов під опіку держави й отримав назву «Державного театра драми, опери і балету». В 1928—1936 роках режисером театру був Павловський Феофан Венедиктович.
В роки німецької окупації 1941-44 років називався «Каунаським великим театром». Після 1944, за радянської окупації, театр отримав назву «Театр опери і балету Литовської РСР». 1948 був переведений у Вільнюс, 1954 отримав статус академічного. В 1950-ті-60-ті роки було поставлено ряд опер латиського композитора В.Клови — «Піленай», «Вайва» та «Донька».
1974 року театр отримав нову будівлю, збудовану за проектом Еляни Бучюте. Серед видатних співаків театру радянської доби — народний артист СРСР Йонас Стасюнас.
1990 року із здобуттям незалежності, театр отримав назву «Литовська опера», 3 1998 року — сучасну назву. В сучасному репертуарі театру — більше 20 литовських творів, зокрема сучасних композиторів — Бронюса Кутавічюса, Міндауґаса Урбалітіса. Також театр ставить і популярні опери й балети з європейської та російської спадщини.